# 一本足打法
一本足打法（日语：一本足打法）是一種棒球的打擊方法。在打擊的時候抬起自由腳，只放軸心腳在地上以支持全身，全力揮擊的打法。

## 概述
一本足打法又被稱為稻草人式打擊法、金雞獨立式打擊法、單腳站立式打擊法。其特色為相較於普通打法兩腳著地，其於打擊時僅單腳著地。
詳細拆解動作為：1. 雙腳站入打擊區後，一開始就把身體重心放在後方。

2. 提起自由腳，用軸心腳支持全身，球棒則急速斜向投手方向。

3. 在投手球離手的同時開始前足落地，並開始傾全力揮棒。

其中軸心腳，對右打者來說是右腳，對左打來說是左腳；軸心腳，對右打者來說是左腳，對左打來說是右腳。
抬腿的動作有助於將球拉近至手邊，並且有助於更容易掌握擊球的時機，這是一個優點。然而，一本足打法對下半身的負擔很大，對於下半身力量較弱的選手來說，身體重心容易不穩，因此很難掌握這項技術。這項動作要求選手不依賴上半身，而是具備強壯的下半身和良好的平衡感。

## 知名選手
- 王貞治：因一本足打法而成為世界最強打者之一，而一本足打法也幾乎成了王貞治的代名詞。當初讀賣巨人教練荒川博發覺王貞治在對方投手進行投球姿勢準備的時，習慣性會把自己身體的重心往後挪，在擊球時再將重心向前移。荒川博優化王貞治的打擊方式，加快揮棒速度[2]。王貞治在1963年開始大量採用一本足打法，打擊成績蒸蒸日上，往往在一季內擊出30支以上全壘打，此後聲名大噪，成為職棒球迷崇拜的偶像，並打破世界職業棒球選手生涯個人最多全壘打記錄至今。
- 門田博光[3]
- 井端弘和[4]
- 坂本勇人[5]
- 高橋由伸[6][5]
- 魯本·席耶拉
- 陳大豐[7]
- 立浪和義
- 中田翔[8]
- 西川遙輝[9]
- 秋山翔吾[10]
- 淺村榮斗[11]
- 山田哲人[12]
- 陳傑憲
- 林安可